# أمامزادة سيدنور الدين احمد (عقدا)
أمامزادة سیدنور الدین أحمد (بالفارسية: امامزاده سیدنورالدین احمد) هي قرية تقع في إيران في قسم عقدا الريفي.